# Lucius Sempronius Atratinus (consul en -34)
Pour les articles homonymes, voir Sempronius Atratinus.
Lucius Sempronius Atratinus est un sénateur romain du Ier siècle av. J.-C., consul suffect en 34 av. J.-C. Partisan d'Antoine, il le trahit pour Octavien avant l'affrontement final. Il est ensuite proconsul d'Afrique vers l'an 23 av. J.-C. et obtient un triomphe en l'an 21 av. J.-C. Atratinus meurt en l'an 7 apr. J.-C.

## Famille
Il est probablement le fils d'un patricien de la très ancienne famille des Sempronii. Il est peut-être adopté par Lucius Calpurnius Bestia, mais ne prend pas le nom de famille de son père adoptif comme il est d'usage,.
Il épouse une Marcia Censorina,.
Sa sœur, Sempronia, épouse Lucius Gellius Publicola, consul éponyme en 36 av. J.-C. Ce dernier reste fidèle à Antoine, commandant l'aile droite de la flotte à Actium,, où il meurt probablement.

## Biographie
Il est sans doute né en 73 av. J.-C.
En l'an 56 av. J.-C., il tente de poursuivre Marcus Caelius Rufus en justice, lui qui a tenté de poursuivre, en vain, le probable père adoptif d'Atratinus pour des accusations de corruption. Caelius s'est querellé avec son amante, Clodia, et elle l'accuse de tentative d'empoisonnement. D'autres charges incluent le meurtre d'un ambassadeur. Clodia demande à Atratinus de se charger de l'accusation, ce dont il n'est que trop heureux de faire. Caelius est défendu avec succès par le consulaire Cicéron. Dans son Pro Caelio, le célèbre orateur affirme qu'Atratinus est manipulé par Clodia qui cherche à se venger de Caelius pour une liaison qui avait mal tourné,,,,.
En 40 av. J.-C., Atratinus est élu préteur suffect. Tous les magistrats précédemment élus ont dû mettre fin à leur mandat après le traité de Brindes entre les triumvirs Octavien, Antoine et Lépide. Plus tard dans l'année, lui et son collègue Marcus Valerius Messalla Corvinus convoquent le Sénat pour introduire Hérode, qui fuit l'invasion parthe et demande l'aide de Rome. Il reçoit le titre de roi de Judée,, et sera connu dans la postérité comme Hérode Ier le Grand. Cette même année, il est élu augure, poste qu'il occupe jusqu'à sa mort,.
Atratinus est un partisan de Marc Antoine et est un de ses légats, servant comme propréteur en Grèce en 39 av. J.-C. Une statue de lui est érigée dans la villa Hypata, dont l'inscription est préservée. Son épouse Marcia Censorina reçoit probablement un hommage à Patras,. Sparte frappe des pièces avec le portrait et le nom de Sempronius.
En l'an 36 av. J.-C., il reçoit le commandement d'une partie de la flotte qu'envoie Antoine aider Octavien dans sa lutte contre Sextus Pompée en Sicile,, comme il en ressort d'une pièce retrouvée à Lilybée.
En 34 av. J.-C., il est nommé consul suffect dès le 1er janvier, Marc Antoine se démettant de son poste au bout d'une journée pour remettre la magistrature à l'un de ses partisans,. Atratinus reste en poste six mois, comme il est d'usage alors, jusqu'au 1er juillet. Il a pour collègue Lucius Scribonius Libo, autre partisan d'Antoine. Lucius Aemilius Lepidus Paullus et Caius Memmius leur succèdent.
À un certain moment avant la bataille d'Actium en 31 av. J.-C., Atratinus abandonne le camp d'Antoine et apporte son soutien à Octavien.
Atratinus est ensuite nommé proconsul d'Afrique par Auguste vers l'an 23 av. J.-C. et obtient un triomphe pour ses actions en l'an 21 av. J.-C.
Sempronius Atratinus meurt en l'an 7 apr. J.-C., Mal conservé, son mausolée funéraire est situé à Gaeta, dans le Latium.